# Max Gazzè (album)
Max Gazzè (noto anche come Gadzilla) è il terzo album in studio del cantante italiano omonimo, pubblicato il 13 marzo del 2000 dalla Virgin Records. Il disco è stato anticipato dal singolo Il timido ubriaco, presentato al Festival di Sanremo 2000, dove si è classificato al quarto posto.

## Tracce
Testi di Francesco Gazzè, musiche di Max Gazzè eccetto dove altrimenti indicato.
1. Poeta minore – 4:00
2. Su un ciliegio esterno – 4:22
3. Il timido ubriaco (Arrangiamento archi a cura di Peppe Vessicchio) – 3:38
4. "A" – 4:13 (musica: Giorgio Baldi / Max Gazzé)
5. Se piove – 4:10
6. L'uomo più furbo – 4:04 (testo: Francesco Gazzé / Antonella Ponziani)
7. Del tutto personale – 4:38
8. Preferisco così – 4:30
9. Elemosina – 3:37 (testo: Mallarmé, trad: Adriano Guerrini)
10. La tua realtà – 5:06
11. Adesso stop (La traccia dura 4:46: dopo qualche minuto di silenzio, al minuto 8:13 inizia la traccia fantasma Raduni ovali) – 15:30

Durata totale: 57:48

## Formazione
- Max Gazzè – voce, basso, organo Hammond, tastiera, batteria elettronica, chitarra acustica, chitarra elettrica
- Cristiano Micalizzi – batteria
- Gianluca Vaccaro – programmazione
- Giorgio Baldi – chitarra acustica, chitarra elettrica, slide guitar
- Clemente Ferrari – tastiera, pianoforte
- Lele Melotti – batteria
- Matthew Marston – pianoforte
- Francesco Magnelli – tastiera
- Ginevra Di Marco – voce